# Valdivienne

Valdivienne este o comună în departamentul Vienne, Franța. În 2009 avea o populație de 2,501 de locuitori.